# Pomatiidae
La famiglia Pomatiidae comprende chiocciole di terra con opercolo, nella letteratura meno recente la famiglia è chiamata Pomatiasidae.
Questa famiglia è imparentata con la famiglia delle Littorinidae, comuni negli ambienti di costa. Si sono spostate fuori dall'ambiente marino più tardi rispetto alle comuni chiocciole di terra(appartenenti alla Sottoclasse Heterobranchia).

## Descrizione
Sono contraddistinte dall'opercolo calcareo nella parte finale del corpo, dalla forma del guscio a spirale, dalla bocca simile ad una proboscide e dalla posizione degli occhi sulla base del peduncolo.